# Jana Seymourová
Jana Seymourová, rodným jménem Jane Seymour (okolo 1507/1508 – 24. října 1537), byla třetí žena anglického krále Jindřicha VIII. Tudora a matka krále Eduarda VI.

## Jana Seymourová udvora
O jejím mládí není příliš mnoho známo. Byla pátým z deseti dětí sira Johna Seymoura († 1536), který na Jindřichově dvoře požíval jisté vážnosti, a jeho manželky Margery Wentworthové († 1550).
Ke dvoru byla uvedena v roce 1530, kde působila nejdříve jako dvorní dáma první ženy Jindřicha VIII. Kateřiny Aragonské, poté jeho druhé manželky Anny Boleynové. Jindřichův vztah k ní začal pravděpodobně již v roce 1535, když se s ní setkal na jedné ze svých letních cest. V té době byla již považována za starou pannu – měla již 26 let a nebyla ještě provdána, vzepřela se však pevně tomu, stát se královou milenkou.
I když je obecně popisována jako klidná, plachá a zdrženlivá, prosadila svou vůli. Zatímco byl král ještě ženat s Annou Boleynovou, upřel své naděje k Janě jako k matce svých budoucích synů, jichž se od Anny Boleynové nedočkal. Anna mu porodila dceru, budoucí královnu Alžbětu I., a pak dva mrtvé, předčasně narozené chlapce.
Anna Boleynová postupně upadla v nemilost, v čemž nepochybně hrál roli i králův rostoucí zájem o Janu Seymourovou. Jindřich VIII. se s Janou oženil takřka ihned po tom, co Annu Boleynovou nechal 19. května 1536 popravit. 20. května proběhly zásnuby Jany a Jindřicha a deset dní na to byli snoubenci oddáni ve Whitehallu. 4. června byla prohlášena anglickou královnou, nebyla však korunována – je možné, že Jindřich čekal až na narození syna.

## Jana jako královna
Podle vyjádření současníků byla plachá, mírná a poddajná. Byla bledá, měla plavé vlasy a velký nos a uvádí se, že měla jakýsi výraz bez života. Jako nevýrazná mohla ale lidem u dvora připadat ve srovnání s tmavovlasou a tmavookou charismatickou Annou Boleynovou. Její motto bylo „Poslouchat a sloužit“ (angl. „Bound to obey and serve“).
Ostatně dělala všechno pro to, aby se od své předchůdkyně odlišila. Jako královna byla přísná a formální, přátele měla pouze mezi ženami. Bohatý společenský život dvora předešlé královny a vztahy na něm, v jejichž důsledku byl kontrolován každý Annin krok, vystřídala přísná, téměř tísnivá atmosféra. Jana zakázala pro oko lahodící francouzskou módu mezi svými dámami, kterou na dvůr přinesla Anna. Jednak z toho, že sama Annu jako protestantku neschvalovala a dále, protože byla natolik chytrá, protože věděla, že se tato móda králi líbí a Jana nechtěla aby se mu líbil někdo jiný než ona. Politicky byla konzervativní a její jediný pokus o zásah do politických záležitostí skončil, když jí Jindřich připomněl, že poslední královna přišla o hlavu, protože se do nich pletla.
Jindřich ji ze začátku něžně miloval, avšak po pár měsících manželství se rychle začal nudit. Zábavu, kterou poskytovala společnost inteligentní a veselé Anny, nemohla tichá a pokorná Jana nahradit. Přesto však vždy tvrdil, že mu jejich klidný a bezkonfliktní vztah dává velkou útěchu a je spokojen s tím, že se jeho žena nezajímá o státnické a jeho další milostné záležitosti. Velmi ji miloval i lid, oblíbily si ji i královy dcery. Ona sama se je snažila navrátit do Jindřichovy přízně, především jeho prvorozenou dceru Marii a postupně zřejmě i dceru Anny Boleynové Alžbětu. Jana Seymourová byla katolička a svého manžela Jindřicha VIII. se snažila vést zpět ke katolické víře.
Záhy, 12. října 1537, dala Jindřichovi dlouho očekávaného syna, pozdějšího krále Eduarda VI. V těhotenství nesmírně ztloustla, údajně ji pronásledovala nezvladatelná chuť na křepelky, které jí Jindřich nechal vozit z Calais a z Flander. Porod byl těžký, komplikovaný a dlouhý (trval dva dny). Jindřich se při pohledu na svého novorozeného syna radostí rozplakal, jeho štěstí však skončilo, když jeho žena dvanáct dní po narození Eduarda, v noci z 24. na 25. října zemřela na poporodní komplikace – horečku omladnic. Jindřich poté nařídil státní smutek pro celý anglický dvůr až do 2. února 1538.
Jindřich si poté začal namlouvat, jak hluboce a vroucně ji miloval. Hluboce truchlil a upadl do těžké deprese. Ještě dlouho poté říkal, že Jana byla největší láska jeho života; historici se však domnívají, že to pramení z toho, že ona jediná mu dala syna a dědice. V každém případě vyjádřil přání ležet po smrti po Janině boku, což se také stalo.
Jindřich však měl pouze jednoho syna, což v dobách extrémní (nejen) dětské úmrtnosti bylo velké riziko. Rozhodl se tedy záhy, již na přelomu let 1537/1538 hledat čtvrtou manželku. Volba padla na německou princeznu Annu Klevskou, s níž uzavřel sňatek 6. ledna 1540.

## Odkaz
Janin syn vládl po smrti svého otce Anglii jako král Eduard VI. Ještě před dosažením své plnoletosti, v šestnácti letech, však zemřel na tuberkulózu. Poručníkem prince Eduarda byl po dlouhou dobu jeho strýc Edward Seymour, 1. vévoda ze Somersetu, bratr jeho matky. Druhý z Janiných ambiciózních bratrů, Thomas Seymour, 1. baron Seymour ze Sudeley, se oženil s královnou vdovou po Jindřichovi VIII., Kateřinou Parrovou. Ta zemřela krátce po porodu jejich dcery a sám Thomas skončil na popravišti po rozsudku královské rady.

## Odraz v umění
V umění je Jana Seymourová známa jako sokyně své nešťastné předchůdkyně z dramatické belcantové opery Anna Bolena Gaetana Donizettiho. Je také jednou z postav ve velké řadě románových či filmových zpracování života krále Jindřicha VIII., např. Šest žen Jindřicha VIII. (The Six Wives of Henry VIII) a televizní seriál Tudorovci (The Tudors). Její portrét vytvořil Hans Holbein mladší.

## Místo posledního odpočinku
Jako jediná z Jindřichových manželek odpočívá Jana Seymourová po boku svého královského chotě v kryptě pod presbytářem kaple sv. Jiří na zámku Windsor, kam bylo její nabalzamované tělo uloženo v olověné rakvi. Deset let po její smrti byla krypta otevřena a vedle její rakve umístěna obrovská olověná rakev Jindřichova (panovník měřil 190 cm a ke konci života vážil kolem 140 kg). O sto let později byla do krypty uložena rakev s bezhlavým tělem popraveného krále Karla I. Stuarta. Poslední rakev byla do krypty uložena v roce 1695. Byla to rakvička s jedním z četných dětí královny Anny Stuartovny. Posléze, při přestavbě kaple po požáru, se na kryptu zapomnělo; odkryta byla náhodou až v roce 1813. Jindřichova rakev byla prasklá a bylo vidět jeho mohutnou kostru; rakev ovšem mohla být rozbita a vyloupena za časů Olivera Cromwella. Na rozkaz krále Jiřího IV. byla otevřena i rakev Karla I., ale ostatky Jany Seymourové nebyly nedotčeny.
300 let po její smrti byl zde umístěn nápis na mramorové náhrobní desce: „In a Vault Beneath This Marble Slab Are Deposited The Remains of Jane Seymour Queen of Henry VIII., 1537. King Henry VIII., 1547. King Charles I., 1648, And An Infant Child of Queen Anne. This Memorial Was Placed Here by Command of King William IV, 1837“. Volně přeloženo: „V hrobce pod touto mramorovou deskou jsou uloženy ostatky Jany Seymourové, královny Jindřicha VIII., 1537. Krále Jindřicha VIII., 1547. Krále Karla I., 1648. A děťátka královny Anny. Tato pamětní deska zde byla umístěna z nařízení krále Viléma IV., 1837.“